# ذفرة كوستاريكية
ذفرة كوستاريكية (الاسم العلمي:Cleome costaricensis) هي نوع من النباتات تتبع جنس الذفرة من الفصيلة الذفرية.